# بطولة غرب آسيا لألعاب القوى
بطولة غرب آسيا لألعاب القوى هي حدث لألعاب القوى ينظمه اتحاد غرب آسيا لألعاب القوى (WAAA) وتتنافس عليه 13 دولة من غرب آسيا. أقيم الحدث الافتتاحي في عام 2010 في حلب، سوريا. تم تنظيم المسابقة بعد توقف دورة ألعاب غرب آسيا.
وفي عام 2024، أقيمت بعض فعاليات بطولة غرب آسيا خلال الدوري الماسي بالدوحة 2024.

## البطولات
| النسخة | السنة | المدينة | البلد                    | تاريخ              | الالعاب | الدول المشاركة | أعلى الدول في جدول المدلايات |
| ------ | ----- | ------- | ------------------------ | ------------------ | ------- | -------------- | ---------------------------- |
| 1      | 2010  | حلب     | سوريا                    | 18–20 أيلول        | 46      | 12             | البحرين                      |
| 2      | 2012  | دبي     | الإمارات العربية المتحدة | 12–15 كانون الأول  | 45      | 12             | إيران                        |
| 3      | 2018  | عمان    | الأردن                   | 8–11 تموز          | 44      | 10             | البحرين                      |
| 4      | 2023  | الدوحة  | قطر                      | 26–29 نيسان        | 42      | 12             | قطر                          |
| 5      | 2024  | البصرة  | العراق                   | 29 أيار – 1 حزيران | 45      | 10             | إيران                        |

## الدول المشاركة
- البحرين
- إيران
- العراق
- الأردن
- الكويت
- لبنان
- عُمان
- فلسطين
- قطر
- السعودية
- سوريا
- الإمارات العربية المتحدة
- اليمن

## جدول المدلايات (2010-2024)
*   البلد المضيف (مضيف)
| المرتبة | فريق                           | ذهبية | فضية | برونزية | المجموع |
| ------- | ------------------------------ | ----- | ---- | ------- | ------- |
| 1       | إيران (IRI)                    | 46    | 40   | 19      | 105     |
| 2       | البحرين (BHR)                  | 40    | 20   | 16      | 76      |
| 3       | قطر (QAT)                      | 28    | 16   | 15      | 59      |
| 4       | العراق (IRQ)                   | 25    | 28   | 37      | 90      |
| 5       | الكويت (KUW)                   | 20    | 21   | 23      | 64      |
| 6       | سلطنة عمان (OMA)               | 13    | 11   | 14      | 38      |
| 7       | لبنان (LBN)                    | 11    | 22   | 15      | 48      |
| 8       | الأردن (JOR)                   | 11    | 7    | 13      | 31      |
| 9       | الإمارات العربية المتحدة (UAE) | 10    | 16   | 14      | 40      |
| 10      | سوريا (SYR)                    | 10    | 14   | 13      | 37      |
| 11      | السعودية (KSA)                 | 7     | 12   | 7       | 26      |
| 12      | اليمن (YEM)                    | 1     | 1    | 0       | 2       |
| 13      | فلسطين (PLE)                   | 0     | 0    | 2       | 2       |
| المجموع | المجموع                        | 222   | 208  | 188     | 618     |

## الميداليات حسب البطولة
| النسخة   | الالعاب | ذهبية | فضية | برونزية | المجموع |
| -------- | ------- | ----- | ---- | ------- | ------- |
| 1 - 2010 | 46      | 46    | 46   | 48      | 140     |
| 2 - 2012 | 45      | 45    | 40   | 32      | 117     |
| 3 - 2018 | 44      | 44    | 34   | 27      | 105     |
| 4 - 2023 | 42      | 42    | 42   | 41      | 125     |
| 5 - 2024 | 45      | 45    | 46   | 40      | 131     |
| المجموع  | المجموع | 222   | 208  | 188     | 618     |